# Jiřina Hájková
Jiřina Hájková (* 31. ledna 1954 Děčín) je bývalá československá pozemní hokejistka, držitelka stříbrné medaile z olympiády v Moskvě z roku 1980. V československém reprezentačním mužstvu nastoupila v 92 utkáních. V roce 1984 emigrovala do Německa.